# Капинос, Александр Анатольевич
Александр Анатольевич Капинос (псевдоним «Кремень»; 10 марта 1984, с. Дунаев Кременецкого района Тернопольской области — 19 февраля 2014, Киев) — украинский фермер, общественный активист, член партии ВО «Свобода». Погиб на Евромайдане. Герой Украины (2014, посмертно).

## Обучение и деятельность
В 2001 году окончил с золотой медалью Дунаевскую ООШ І-ІІІ ступеней и поступил на учёбу в Украинский государственный лесотехнический университет (сегодня — Национальный лесотехнический университет Украины, Львов). В 2005 году получил диплом бакалавра с отличием, а в 2006 году — диплом специалиста с отличием по специальности «Технология деревообработки».
Возглавлял общественную организацию «Патриот Волыни».
В 2008—2009 годах, во время проживания в Виннице, был руководителем общественной организации патриотического направления «Сколоты».
В начале 2012 года отстоял права общины и не позволил построить в родном Дунае завод, который бы разрушил экологию Кременецких гор. Занимался фермерством и возрождением родного села. С 4 июля участвовал в акции в защиту украинского языка, которая проходила в Киеве возле Украинского Дома. Был одним из тех, кто объявил голодовку в знак протеста против принятия языкового закона Кивалова-Колесниченко и продержался дольше всех.

Вот что он сказал в одном из интервью газете «Тиждень.иа»: 
«Голодаю с субботы. Выезжая из дома сюда, сказал себе, что без победы не вернусь, и верю, что мы победим. Я не согласен с политиками, которые сказали, что мы победили. Победа — это отмена законопроекта и мораторий на спекуляцию языковыми, историческими вопросами, которые приводят к расколу нации. Считаю, что такое решение властей может быть по указке Кремля. Руководство за определённые свои интересы отдает наши языковые интересы. Кроме того, приближаются выборы. Люди, которые выбирали Януковича и Партию регионов, уже не собираются за них голосовать, я это знаю от них лично. И кроме таких искусственных проблем, как языковая, у них нет других методов, чтобы удержаться во власти.».
А эти слова были сказаны во время интервью интернет-изданию «Paralleli»:
«Я приехал на следующий день после голосования по этому закона. Ехал сам, автостопом. Раньше никогда не голодал. Есть опасения только за своих родных. Я знал, почему сюда еду. Куда-то идти или ехать и возвращаться без победы, мне уже такое надоело. Я фермер. Мне бы сейчас к жатве готовиться. А я тут сейчас».
Ежегодно приезжал в Киев на Покрову и участвовал в маршах УПА.
Организатор многих вечеринок и культурно-художественных мероприятий для молодежи, которые возрождали традиции и культуру предков-украинцев. Инициировал создание памятника Шевченко в родном селе, был первым, кто выступил за снятие советской символики в родном селе; создал спортивный клуб и за свой счет и силами обустраивал его.
В соседнем селе Куликов Александр пел в хоре и организовал кружок по пению. Играл на баяне, гитаре, бандуре, знал и собирал украинские песни, был влюблен в историю Украины. «Ни один житель этого села столько не сделал, как он. Его вся молодежь уважала, такого паренька больше нет во всем районе», — говорит директор клуба села Куликов Николай Каняев.
Волонтер летних лагерей для детей-сирот со всей Украины, которые проходили по инициативе международного благотворительного фонда «Новое поколение».

## На Майдане

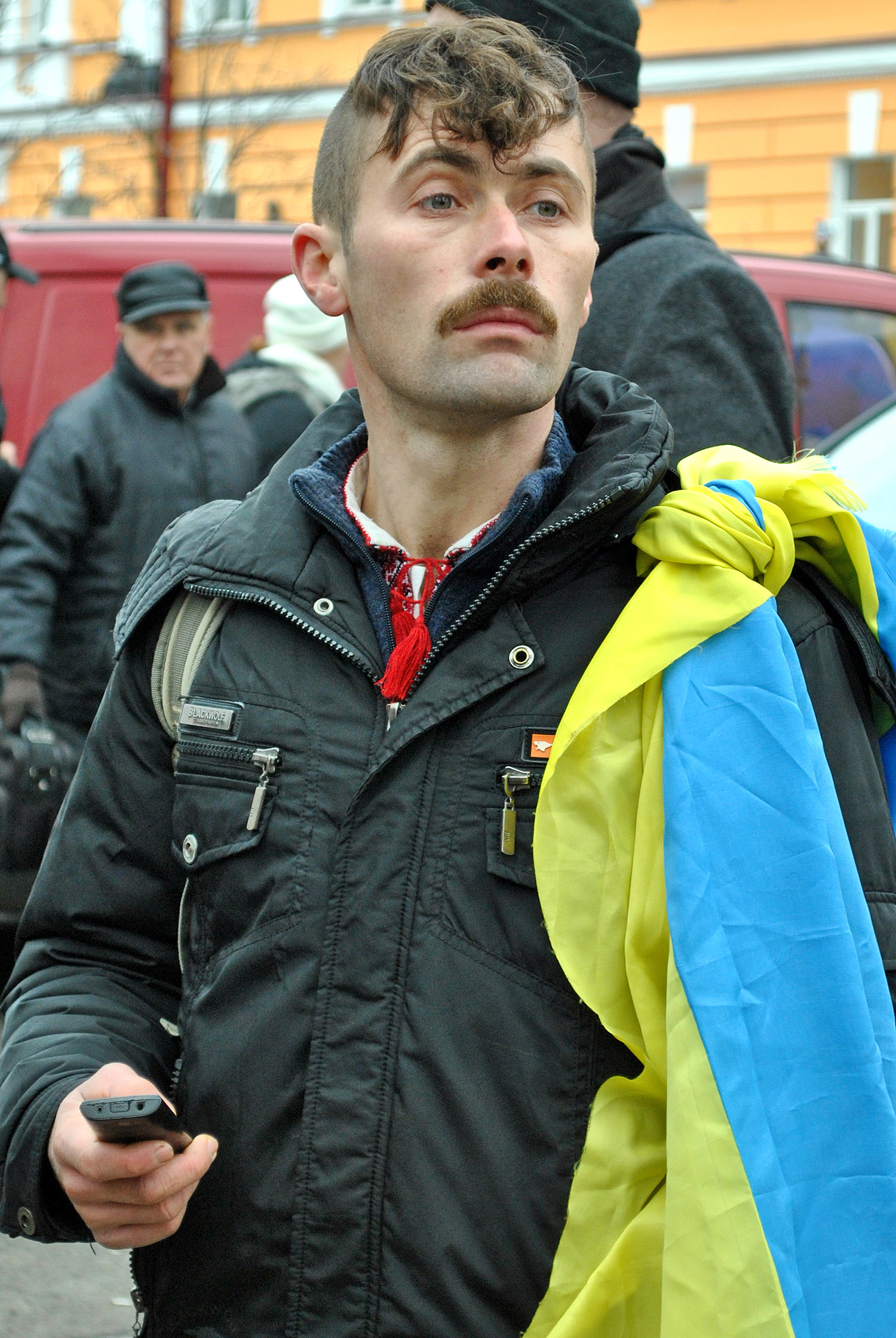
Возле памятника Тарасу Шевченко в Киеве во время марша 1 декабря 2013 года

Был активен на Евромайдане, состоял в 35-й штурмовой сотне «Волынская Сечь». Отец признается, что не всегда поддерживал сына, когда тот ехал на Майдан. За несгибаемый дух имел псевдоним «Кремень». «Ему доверяли, потому что был ответственным, беспрекословно выполнял все приказы», — говорит Сергей Мерчук, боец Волынской Сечи.
Сестра Александра Капиноса вспоминает, что он был на Майдане в Киеве от ноября 2013 года. Домой приезжал ненадолго за чистыми вещами и отдохнуть. Новый Год, Рождество встречал на Майдане. 18 февраля 2014 года звонил и говорил, что если ничего не изменится — вернется в родное село, но уже вечером между 21:00 и 22:00 часами получил ранения головы от взрыва гранаты во время атаки силовиков возле баррикады возле Дома профсоюзов. 18-го февраля вечером 35-сотня имела задачу оборонять двор Дома профсоюзов. «Мы забросали милицию коктейлями Молотова, вышли из двора и все говорят, что надо идти отдохнуть. А Саша перебивает: „Нет, никуда не идем, потому что людей немного, Беркут может прорвать кордон“. Мы согласились. За час он получил смертельное ранение», — вспоминает Сергей Мерчук. Раненого отвезли в больницу, где ему сделали операцию. Перед операцией Александр был в сознании. Сказал, что в него стреляли. Даже тогда убеждал: «Все будет хорошо, мы победим!» Боролся до последнего. После чрезвычайно тяжелой и длительной операции пришел в себя, но травма была слишком сложной. 19 февраля умер после 4-часовой операции в больнице — остановилось сердце.

## Память

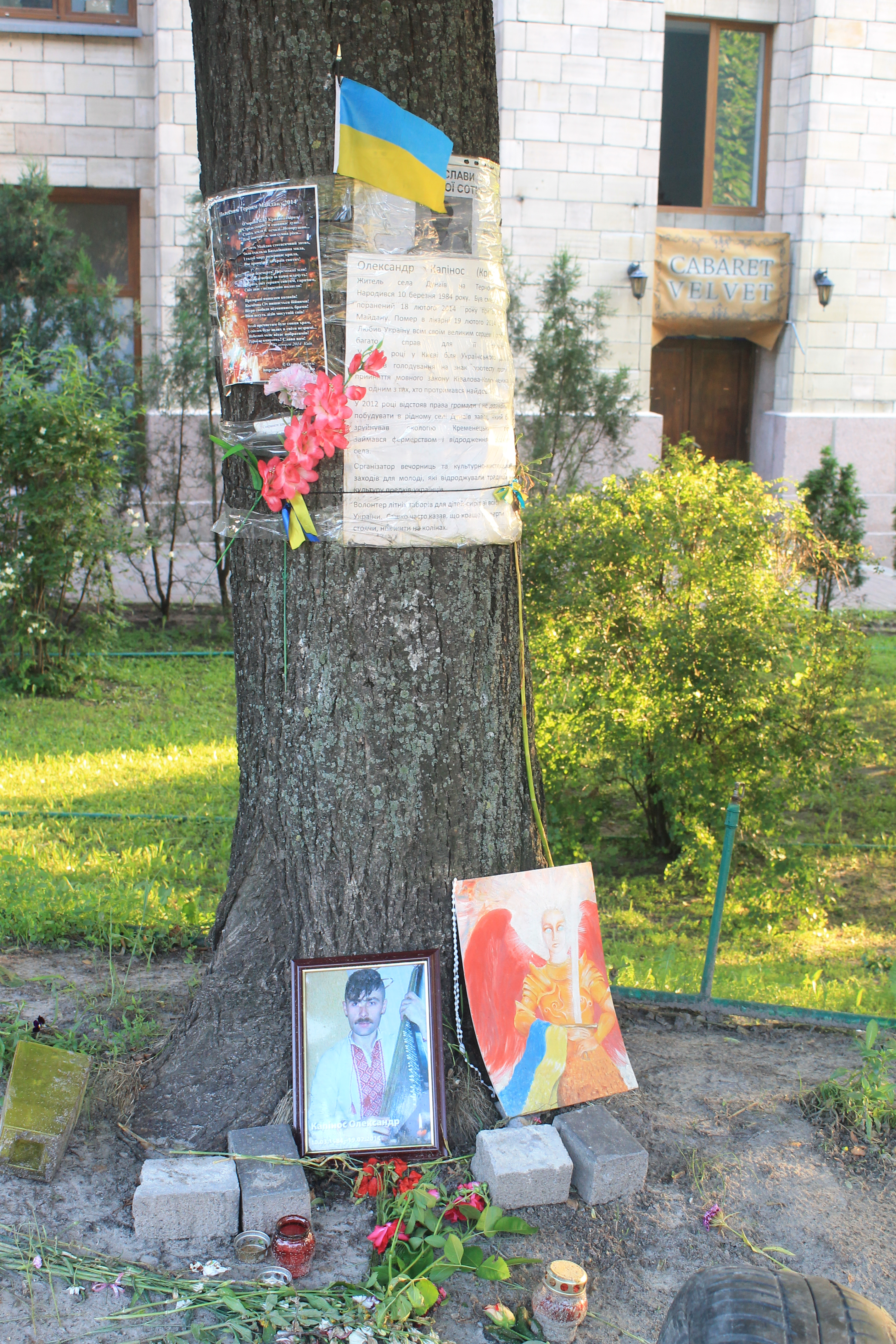
Памятный знак Александру Капиносу на аллее Небесной сотни

- 20 февраля в Архікатедральному соборе Непорочного Зачатия Пресвятой Богородицы (УГКЦ) в Тернополе в день траура отслужили Святую Литургию по Александру Капиносу и Устиму Голоднюку[9].
- 10 марта 2014 года в Куликовке Кременецкого района состоялось торжественное открытие мемориальной доски жителю села Александру Капиносу, которую установили на клубе[10].
- На День Независимости 24 августа 2014 года в Дунае открыли памятник Герою Небесной сотни. Участие в торжественном открытии памятника Александру Капиносу принял председатель Тернопольской облгосадминистрации Олег Сиротюк и председатель Кременецкой райгосадминистрации Виталий Ткачук. На памятнике Александр Капинос изображен в полный рост со знаменем в руках. У его ног лежит бандура[7][11].
- памятная доска на здании корпуса № 2 НЛТУ.

### Награды
21 ноября 2014 года присвоено звание Герой Украины с вручением ордена «Золотая Звезда» (посмертно) — за гражданское мужество, патриотизм, героическое отстаивание конституционных принципов демократии, прав и свобод человека, самоотверженное служение Украинскому народу, обнаруженные во время Революции достоинства.
- Медаль «За жертвенность и любовь к Украине» (УПЦ КП, июнь 2015) (посмертно)[13]